# Pico Coronas
El pico de Coronas es un pico de los Pirineos con una altitud 3293 metros, situado en el macizo de la Maladeta en la provincia de Huesca, Aragón (España).

## Descripción
El Pico de Coronas está situado en la cresta del Medio, junto con otros picos, como el Pico Maldito (3350 metros), Punta de Astorg (3355 metros) o el Pico del Medio (3346 metros), en el macizo de la Maladeta. Está separado del Pico Aneto (3404 metros) al SE por el collado de Coronas (3196 metros). En su ladera norte se encuentra el glaciar del Aneto que ocupa una superficie de 90 hectáreas.
Se encuentra situado en el parque natural de Posets-Maladeta en el municipio de Benasque.